# Brayan Cortés
Brayan Josué Cortés Fernández (Iquique, 11 marzo 1995) è un calciatore cileno, portiere dell  Colo-Colo.

## Palmarès

### Club

#### Competizioni nazionali
- Campionato cileno: 2

Colo-Colo: 2022, 2024
- Copa Chile: 3

Colo-Colo: 2019, 2021, 2023
- Supercoppa del Cile: 3

Colo-Colo: 2018, 2022, 2024